# Музей Миколи Пимоненка
Музей Миколи Пимоненка — музейний заклад художньо-меморіального спрямування в селі Малютянці, присвячений життю і творчості видатного українського художника Миколи Пимоненка; філія Боярського краєзнавчого музею.

## Історія
Меморіальний музей живописця відкрили в 1997 році в будинку, збудованому на місці колишньої майстерні художника.
Зв’язок з селом Малютянкою митець мав ще в дитинстві. Батько художника, що займався розписом церков, брав з собою за помічника одинадцятирічного Миколу до Малютянки та сусідньої Боярки. Мабуть, тоді навколишня природа вразила майбутнього художника. І коли в 1884 році через хворобу Микола Пимоненко змушений був покинути навчання у Петербурзькій академії мистецтв, він, не зважаючи на поради лікарів поїхати за кордон або до Криму, перебирався до Малютянки. З 1888 до 1911 р. Пимоненко з родиною кожне літо проводив в Малютянці. Митець подбав про організацію робочого місця. До хати, яку він орендував, художник прибудував велику майстерню зі скляним дахом, яку закривала темна груба запона, котру в разі потреби можна було відкривати або закривати, і великими скляними дверима, що відкривалися на південь. Північна частина майстерні також була скляною. У майстерні Пимоненко створив всі зручності, аби, не відволікаючись, працювати наодинці із любою йому природою.   
Тут, у своїй майстерні, що мала скляний дах, Пимоненко дуже натхненно працював, увіковічуючи малютянські краєвиди, народні звичаї, місцевих селян, національний гумор. Тут написані «Весілля в Київській губернії» (1891 р.), «Свати» (1893 р.), «Ворожіння» (1893 р.), «Біля колодязя (Парубки)» (1894 р.), «На ярмарку» (1898 р.), «Брід» (1901 р.), «Гусі, додому!», «Суперниці. Біля колодязя», «Гопак» (1909 р.) та інші. Ці картини є яскравим свідченням закоханості митця в Україну, глибокого знання художником повсякденного життя людей праці.

## Експозиція
Частину експозиції склали унікальні експонати з родинної колекції, які передав музею правнук художника.

## Меморіальна дошка
На будівлі музею — меморіальна дошка:
У 1888–1911 роках у Малютянці жив і працював відомий український письменник, академік живопису Пимоненко Микола Корнилович (1962–1912). Тут він написав сто художніх творів, героями яких були здебільшого місцеві жителі. Серед основних: «Святочне ворожіння», «Додому», «Весілля в Київській губернії», «Свати», «Ворожіння», «На річці», «Брід», «Гуси додому».